# Martin Dzúr
Martin Dzúr (12. července 1919 Ploštín u Liptovského Mikuláše – 15. ledna 1985 Praha) byl slovenský a československý politik Komunistické strany Slovenska, armádní generál, dlouholetý ministr národní obrany ČSSR (od 24. dubna 1968 do 11. ledna 1985) a poslanec Sněmovny lidu Federálního shromáždění za normalizace.

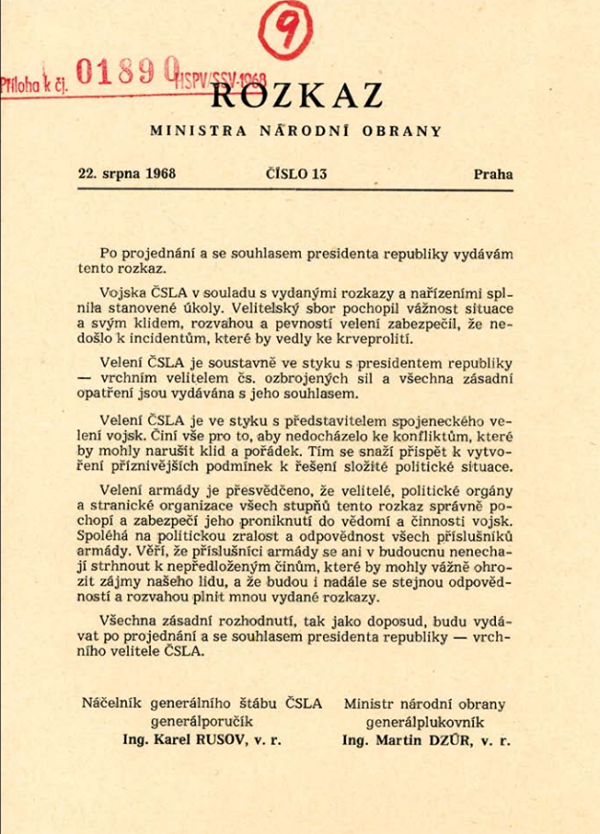
Rozkaz č.13: Dzúr nabádá vojsko k vyhnutí se zbytečné konfrontaci s okupanty (čtvrtek 22. srpna 1968, druhý den invaze)

## Biografie
V roce 1941 nastoupil základní vojenskou službu v armádě Slovenského státu, v lednu 1943 na východní frontě z ní přeběhl k Rudé armádě. Příslušníkem československé vojenské jednotky v SSSR se stal 5. července 1943, odveden byl v Novochopersku. Zúčastnil se bojů o Kyjev, Dukelský průsmyk, také i o své rodné město Liptovský Mikuláš.
V roce 1946 se stal vojákem z povolání. Vykonával řadu funkcí, především v týlu 2. vojenského okruhu. V letech 1958 až 1968 byl náčelníkem týlu – zástupcem ministra národní obrany. V dubnu 1968 byl jmenován do funkce ministra národní obrany v první vládě Oldřicha Černíka. Na post se dostal díky přátelství s Alexanderem Dubčekem. Zároveň měl, coby absolvent válečné školy Generálního štábu SSSR, dobré jméno i v Moskvě.
V srpnu 1968 byl prvním členem československé vlády, který se oficiálně od sovětských míst dozvěděl o začínající invazi a byl varován, aby československá armáda nekladla odpor. Sověti mu tvrdili, že invaze probíhá se souhlasem vedení KSČ a Dzúr tak přislíbil, že okupaci nebude vojensky bráněno. Ještě v noci na 21. srpna byl nicméně invazními jednotkami internován. O rok později v srpnu 1969 dal příkaz ČSLA k násilnému potlačení demonstrací při příležitosti prvního výročí vpádu vojsk Varšavské smlouvy.
Po nástupu normalizace se udržel ve vysokých funkcích. Ministerskou funkci zastával až do roku 1985 v druhé vládě Oldřicha Černíka, třetí vládě Oldřicha Černíka, první vládě Lubomíra Štrougala, druhé vládě Lubomíra Štrougala, třetí vládě Lubomíra Štrougala a čtvrté vládě Lubomíra Štrougala.
V dubnu 1969 se účastnil schůzky mezi československými představiteli a sovětským maršálem Andrejem Antonovičem Grečkem, na které sovětské vedení nastolilo nutnost odchodu Alexandera Dubčeka z vedení strany. Zastával i stranické a parlamentní posty. V letech 1968–1981 se uvádí jako účastník zasedání Ústředního výboru Komunistické strany Slovenska. Vysočanský sjezd KSČ ho zvolil za člena Ústředního výboru Komunistické strany Československa, formálně pak byl do této funkce kooptován k 31. srpnu 1968. XIV. sjezd KSČ, XV. sjezd KSČ a XVI. sjezd KSČ ho v této funkci potvrdil.
Po volbách roku 1971 zasedl do Sněmovny lidu (volební obvod č. 189 – Michalovce, Východoslovenský kraj). Mandát obhájil ve volbách v roce 1976 (obvod Trenčín) a volbách v roce 1981. Ve Federálním shromáždění setrval do své smrti roku 1985. Nahradil ho pak Milán Václavík.
V roce 1969 mu byl udělen Řád práce, roku 1974 Řád Vítězného února, roku 1983 Leninův řád. V dubnu 1981 obdržel medaili Za upevnění bojové družby, kterou mu propůjčil Nejvyšší sovět SSSR v souvislosti s 25. výročím Varšavské smlouvy.
2. října 1984 byl také vyznamenán Řádem Klementa Gottwalda. 11. ledna 1985 jej prezident Gustáv Husák z vážných zdravotních důvodů odvolal z funkce ministra; nástupcem byl téhož dne jmenován generálplukovník Milán Václavík. O čtyři dny později zemřel. Pohřben je na vojenském hřbitově v Liptovském Mikuláši.
Byl tchánem geografky Dagmar Dzúrové.

## Vyznamenání
- Pamětní medaile československé armády v zahraničí, 1944
- Československý válečný kříž 1939, 1946 udělen dvakrát[16]
- Československá medaile Za chrabrost před nepřítelem, 1946
- Řád Slovenského národního povstání, I. třída, 1947
- Kříž za chrabrost, 1948 (Polsko)
- Československý vojenský řád Bílého lva „Za vítězství“, hvězda I. stupně, 1949
- Medaile Za vítězství nad Německem ve Velké Vlastenecké válce 1941-1945[17], 1950 (SSSR)
- Řád rudé hvězdy , 1957
- Československá medaile Za službu vlasti, 1958
- Dukelská pamětní medaile, 1959
- Pamětní medaile k 20. výročí osvobození ČSSR, 1965
- Řád práce, 1969
- Řád rudé zástavy, 1970
- Medaile Za upevňování přátelství ve zbrani [18], I. stupeň, 1972
- Řád Vítězného února, 1974
- Řád Říjnové revoluce, 1978 (SSSR)
- Řád republiky, 1979
- Medaile Za upevňování bojového přátelství[19], 1980 (SSSR)
- Leninův řád, 1983 (SSSR)
- Řád Klementa Gottwalda – za budování socialistické vlasti, 1984